# The Heart of the Buddha’s Path
A The Heart of the Buddha's Path (magyarul: Buddha ösvényének lényegisége) című könyvben a 14. dalai láma, Tendzin Gyaco egyszerű és közérthető szavakkal magyarázza el, miképp lehet bölcsességet és együttérzést vinni a hétköznapokba. A The Heart of the Buddha's Path egységet alkot a korábban szintén a londoni előadássorozat ügyén kiadott The Four Noble Truths és a The Power of Compassion című művekkel.
A könyvnek magyar nyelvű kiadása nem jelent meg.

## Tartalma
A könyv a címe ellenére mégsem a buddhizmus általános bemutatása, a témában nem jártas olvasó számára elsőre nehéz lehet a pontos megértése. Buddha alapvető tanításainak megértése a zavaró érzelmekről és az együttérzés fontosságáról lassabb olvasási tempót követel a nyugati olvasó számára. A dalai láma azonos című londoni előadása adja a könyv alapját, amelyen a láma először fejtette ki a négy nemes igazság tanát, valamint megosztotta azon nézetét, miképp lehet kifejleszteni az együttérzést és ötvözni a mai modern élet kihívásait a spirituális életvitellel.